# Arsentsumebite
L'arsentsumebite (simbolo IMA: Atsu) è un raro minerale del supergruppo della brackebuschite; appartiene alla famiglia degli "arseniati e vanadati" e possiede composizione chimica Pb2Cu(AsO4)(SO4)(OH).

## Etimologia e storia
Il nome del minerale è stato scelto da L. Vesignie nel 1958 in allusione al fatto che è l'analogo arseniato (AsO4) della tsumebite (che contiene un gruppo fosfato, PO4).

## Classificazione
La classica nona edizione della sistematica dei minerali di Strunz, aggiornata dall'Associazione Mineralogica Internazionale (IMA) fino al 2009, elenca l'arsentsumebite nella classe "8. Fosfati, arseniati, vanadati" e da lì nella sottoclasse "8.B Fosfati, ecc., con anioni aggiuntivi, senza H2O"; questa viene suddivisa più finemente in base alla dimensione dei cationi coinvolti e al rapporto tra anione idrossile e gruppo RO4 (dove in questo caso R=As), in modo tale da trovare l'arsentsumebite nella sezione "8.BG Con cationi di media e grande dimensione, (OH, ecc.):RO4 = 0,5:1" dove forma il sistema nº 8.BG.05 insieme ad arsenbrackebuschite, bearthite, brackebuschite, bushmakinite, calderónite, feinglosite, gamagarite, goedkenite, tokyoite e tsumebite.
Tale classificazione resta invariata anche nell'edizione successiva, proseguita dal database "mindat.org" e chiamata Classificazione Strunz-mindat, nella quale all'interno del sistema 8.BG.05 fanno la loro comparsa anche il minerale ferribushmakinite, un possibile analogo dell'arsenico della tokyoite e un minerale ancora senza nome designato come UM1994-19-PO:CuHMoPb.
Nella Sistematica dei lapis (Lapis-Systematik) di Stefan Weiß l'arsentsumebite si trova nella classe dei "fosfati, arseniati e vanadati" e nella sottoclasse dei "fosfati anidri, con anioni estranei F,Cl,O,OH"; qui è nella sezione dei "cationi medi e grandi: Mg-Cu-Zn e Ca-Na-K-Ba-Pb; gruppo della brackebuschite" dove forma il sistema nº VII/B.24 insieme ad arsenbrackebuschite, bearthite, brackebuschite, bushmakinite, calderónite, canosioite, feinglosite, ferribushmakinite, gamagarite goedkenite, grandaite, jamesite, lulzacite, tokyoite e tsumebite.
Anche nella sistematica dei minerali secondo Dana, usata principalmente nel mondo anglosassone, l'arsentsumebite è nella famiglia dei "fosfati, arseniati e vanadati"; qui è nella classe dei "fosfati" e nella sottoclasse dei "fosfati composti ecc. (Anioni composti anidri con idrossile o alogeno)", dove forma il "gruppo della tsumebite" con il sistema nº 43.04.02 insieme alla tsumebite.

## Abito cristallino
L'arsentsumebite cristallizza nel sistema monoclino nel gruppo spaziale P21/m (gruppo nº 11) con i parametri reticolari a = 8,85 Å, b = 5,92 Å, c = 7,84 Å e β = 112,6°.

## Origine e giacitura
L'arsentsumebite è un raro minerale nella zona ossidata di un giacimento idrotermale polimetallico ospitato nella dolomia (per campioni trovati presso Tsumeb, in Namibia), oppure in un giacimento idrotermale polimetallico di barite-fluorite (per campioni ritrovati nella miniera di "Clara", nel circondario dell'Ortenau, in Germania).
Il minerale è stato trovato in vari siti sparsi per il mondo, poco meno di una quarantina; qui si ricorda solo la sua località tipo, la miniera di "Tsumeb" (chiamata anche miniera di "Ongopolo" - 19.22704°S 17.72764°E) nei pressi di Tsumeb (nella regione di Oshikoto, Namibia).

## Forma in cui si presenta in natura
L'arsentsumebite si presenta in cristalli distorti di dimensioni fino a 2 mm, ma anche in aggregati e croste Il minerale è traslucido con lucentezza vitrea; il colore è verde smeraldo, verde erba, verde mela, verde bluastro pallido, mentre il colore del suo striscio è verde chiaro.

## Proprietà chimico-fisiche
- Peso molecolare: 724,39 gm[4]
- Indice di fermionico: 0,12[4]
- Indice bosonico: 0,88[4]
- Fotoelettricità: 1022,00 barn/elettrone[4]
- Massima birifrangenza: δ = 0.041[5]
- Pleocroismo[6]
  - X: verde pistacchio pallido
  - Y:Z: verde bottiglia
- dispersione: forte[5]